# NXT Gold Rush
NXT Gold Rush fue un especial de televisión que se transmitió el 20 y 27 de junio de 2023 por el canal televisivo estadounidense USA Network, como especiales del programa de televisión semanal NXT, desde el Capitol Wrestling Center en Orlando, Florida.

## Antecedentes
En el episodio del 13 de junio de NXT, Shawn Michaels anunció que NXT Gold Rush se llevaría a cabo el 20 y 27 de junio de 2023 en el WWE Performance Center en Orlando, Florida y se transmitiría por USA Network.

## Resultados

#### Noche 1 (20 de junio)
- Wes Lee derrotó a Tyler Bate (con Mustafa Ali como árbitro especial invitado) y retuvo el Campeonato Norteamericano de NXT (13:00).[3]
  - Lee cubrió a Bate después de un «Cardiac Kick».
- Edris Enofé & Malik Blade derrotaron a Brooks Jensen & Josh Briggs (con Fallon Henley) y Hank Walker & Tank Ledger y ganaron una oportunidad por el Campeonato en Parejas de NXT (9:10).[3]
  - Blade cubrió a Ledger después de un «Frog Splash».
- Cora Jade derrotó a Dana Brooke (10:45).[3]
  - Jade forzó a Brooke a rendirse con un «Half Crab».
- The Meta-Four (Jakara Jackson & Lash Legend) (con Noam Dar & Oro Mensah) derrotó a Valentina Feroz & Yulisa León (3:20).
  - Legend cubrió a Feroz después de un «Big Boot».
  - Durante la lucha, Mensah interfirió a favor de The Meta-Four.
- Seth «Freakin» Rollins derrotó a Bron Breakker y retuvo el Campeonato Mundial de Peso Pesado (17:05).[3]
  - Rollins cubrió a Breakker después de un «Curb Stomp».
  - Después de la lucha, Finn Bálor atacó a Rollins, pero fue detenido por Carmelo Hayes y Trick Williams.

#### Noche 2 (27 de junio)
- Tiffany Stratton derrotó a Thea Hail (con Duke Hudson, Drew Gulak & Charlie Dempsey) y retuvo el Campeonato Femenino de NXT (9:10).[4]
  - Stratton cubrió a Hail con un «Roll-Up».
  - Durante la lucha, Hail forzó a Stratton a rendirse con un «Kimura Lock», pero el árbitro no vio la rendición.
  - Durante la lucha, Hudson, Gulak y Dempsey distrajeron a Hail.
  - Después de la lucha, Andre Chase hizo su regreso y, junto a Hudson, atacó a Gulak y Dempsey.
- Gallus (Mark Coffey & Wolfgang) (con Joe Coffey) derrotó a Edris Enofé & Malik Blade y retuvo el Campeonato en Parejas de NXT (13:20).[4]
  - Wolfgang cubrió a Blade después de un «Gallus Gate».
  - Durante la lucha, Channing «Stacks» Lorenzo atacó a Enofé, interfiriendo a favor de Gallus.
- Nathan Frazer (con Yulisa León) derrotó a Dragon Lee (con Valentina Feroz) en un British Rounds Rules y retuvo la Copa Heritage de NXT (11:55).
  - Frazer ganó la lucha con un resultado de 2-1 en el Round 5.
    - Frazer cubrió a Lee con un «Roll-Up» (Round 2, 1-0).
    - Lee cubrió a Frazer después de un «Dragon Driver» (Round 4, 1-1).
    - Frazer cubrió a Lee después de revertir un «Dragon Driver» en un «Roll-Up» (Round 5, 2-1).
- Gigi Dolin derrotó a Kiana James (9:05).
  - Dolin cubrió a James después de un «Gigi Driver».
  - Después de la lucha, James atacó a Dolin cubriéndola con pintura.
- Carmelo Hayes (con Trick Williams) derrotó a Baron Corbin y retuvo el Campeonato de NXT (16:30).[4]
  - Hayes cubrió a Corbin después de un «Melo Don't Miss».
  - Durante la lucha, Williams interfirió a favor de Hayes.